# Edouard Goursat
Edouard Jean-Baptiste Goursat (n. 21 mai 1858 la Lanzac - d. 25 noiembrie 1936 la Paris) a fost un matematician francez, cunoscut în special pentru lucrarea Cours d'analyse mathématique care a fost publicată abia în prima jumătate a secolului al XX-lea și care a fixat un standard înalt pentru analiza matematică, mai ales pentru analiza complexă.
Goursat a mai publicat studii privind ecuațiile cu derivate parțiale și seriile hipergeometrice.
A fost profesor la Universitatea din Toulouse, apoi la Școala Normală Superioară din Paris și în continuare la Sorbona.
În 1919 devine membru al Academiei Franceze de Științe.
A deținut și funcția de președinte al Societății de Matematică din Franța.
L-au avut ca profesor matematicienii români: Aurel Angelescu, Gheorghe Bratu, Gheorghe Călugăreanu, Nicolae Ciorănescu, Anton Davidoglu, Caius Iacob, Dumitru Ionescu, Traian Lalescu, Miron Nicolescu, Dimitrie Pompeiu, Simion Stoilow, Gheorghe Țițeica, Tiberiu Popoviciu, Constantin Popovici, Neculai Racliș, Ovidiu N. Țino, Radu Bădescu, Nicolae Teodorescu, Petre Sergescu, Simion Sanielevici, Florin Vasilescu.

## Activitate științifică
S-a ocupat cu: teoria funcțiilor analitice, ecuațiile hipergeometrice, ecuațiile cu derivate parțiale, ecuațiile integrale.
A dat o clasificare ecuațiilor diferențiale cu derivate parțiale, bazate pe natura caracteristicilor lor.
A studiat ecuațiile diferențiale propuse de Pfaff, cărora le-a dat soluțiile.
În 1905 s-a ocupat de teoremele de existență pentru ecuațiile diferențiale.
A dat o metodă de separare a variabilelor pentru ecuațiile cu patru variabile.
Are cercetări importante în domeniul ecuațiilor hipergeometrice.
A creat o nouă teorie pentru ecuațiile integrale, ținând seama de importanța lor în interpretarea fenomenelor fizicii și în domeniul fizicii matematice.
În geometrie, contribuțiile sale privesc mai ales suprafețele minime, pentru care a fost premiat de Academia Franceză de Științe.

## Scrieri
- 1913: Cours d'Analyse mathématique în 3 volume, cu ediția a doua în 1927;
- 1921: Leçons sur l'intégration des équations aux dérivées partielles du première ordre;
- 1907: Sur un cas élémentaire de l'équation de Fredholm.

1. 1 2  MacTutor History of Mathematics archive, accesat în 22 august 2017
2. 1 2  Édouard Goursat, Hrvatska enciklopedija[*]
3. 1 2 3  Autoritatea BnF, accesat în 10 octombrie 2015
4. 1 2  Édouard Goursat, SNAC, accesat în 9 octombrie 2017
5. ↑  „Edouard Goursat”, Gemeinsame Normdatei, accesat în 27 aprilie 2014
6. ↑  Гурса Эдуар, Marea Enciclopedie Sovietică (1969–1978)[*]
7. ↑  „Edouard Goursat”, Gemeinsame Normdatei, accesat în 31 decembrie 2014
8. ↑  Гурса Эдуар, Marea Enciclopedie Sovietică (1969–1978)[*]
9. ↑  Czech National Authority Database, accesat în 1 martie 2022
10. ↑  CONOR.SI[*] Verificați valoarea |titlelink= (ajutor)
11. ↑  Baza de date Léonore